# 金錢帝國：追虎擒龍
《金錢帝國：追虎擒龍》是2021年香港劇情犯罪片，由王晶及許悅銘聯合執導，古天樂、梁家輝、吳鎮宇、林家棟、姜皓文、胡然、鄭則仕及蔡潔領銜主演。本作是2009年《金錢帝國》的主題續集，並採用了新的故事情節。2021年4月29日香港、新加坡和馬來西亞上映，5月1日中國大陸上映。

## 劇情
香港七十年代初，英國管治香港期間，貪污情況泛濫成災，警黑勾結最為嚴重，作為整個貪污帝國的皇帝——華探長徐樂，與稱霸黑道的跛豪聯手多年，其貪污金額在十年間更達到百億之多。
任職律師的陳克一直討厭這種非法收取利益的做法，認為小巿民如果沒錢，會連據理力爭的權利都被剝削。陳克有幸遇上由英國歸來的大學舊友白松安，白松安欣賞陳克這份正直不阿的個性，邀請他加入一個直接由香港總督任命的反貪機構——總督特派廉政專員公署。
陳克與白松安挑選了一批精英隊員，組成了第一批廉政公署調查員，嚴厲打擊香港的地下規則，而他們首要的目標就是徐樂與跛豪這兩隻大老虎。在眾人努力下，小組行動初見成效，但隨之而來的，是徐樂與跛豪聯手的反擊，不少組員相繼被威脅與迫害，但這一切都不能打擊陳克的意志，反而更堅定他除掉這兩隻大老虎決心，一場正義與邪惡的爭鬥也拉開了帷幕。

## 演員

### 領銜主演
| 演員   | 角色   | 备注 |
| 古天樂 | 陳克   | 原为律師，因一位女士不想上诉而感到失落，被白松安邀请做廉政公署行動組總指揮 崔莹恩之未婚夫 白松安之好友及同事 |
| 梁家輝 | 伍世豪 | 跛豪 运毒起家 徐乐之好友，后反目 大威和细威的老大 于结局被廉政公署及水警拘捕 角色原型為吳錫豪 |
| 吳鎮宇 | 徐樂   | 乐哥 猪油仔之老大，一直信任他 伍世豪之好友，后反目 原本要升任总华探长时，因爆出包庇毒贩而遭到擱置 于结局企图跑船时被廉政公署及水警拘捕 角色原型為呂樂 |
| 林家棟 | 白松安 | 廉政公署总督察 陈克之好友及同事 最后在大埔养殖场为了保护所有的廉政公署调查员而被大威和细威的手下埋伏而殉职 死后葬于浩园 |
| 姜皓文 | 陈金城 | 依劳七(267) 曾為警察，沉迷赌博 猪油仔、谢淦生和许大天之好友 在伍世豪的生日派对上因赌博遭伍世豪手下殴打，之后被徐乐开除，被白松安及陈克邀请為廉政公署調查員，用回原名陈金城 在一次保护谢淦生时，因走开买彩票而把其丢下，导致其被买凶杀死 因白松安不信任他而憤而辭职，最后在大埔养殖场再度回来帮助陈克及其他廉政公署调查员逃走而复职 在机场与大威及细威枪战时，被细威开枪打中手臂 |
| 胡然   | 崔莹恩 | 陈克之未婚妻，记者 安排記者披露徐乐包庇毒贩令其擱置升任总华探长，最后被伍世豪安排的人性侵后导致其情绪不稳定 |
| 鄭則仕 | 豬油仔 | 徐乐之得力助手，黑白兩道的潤滑劑很吃得開 但被陳克用反間計的逞，被憤怒的跛豪下令追殺最后在机场险被大威杀死，被廉政公署救回 因家庭安全后被迫转作污点证人指证徐乐及跛豪的罪行 |
| 蔡潔   | 林善怡 | 廉政公署調查員 |

### 聯合主演
| 演員   | 角色   | 备注 |
| 林子善 | 许大天 | 猪油仔之手下，后为廉政公署調查員，但最后成为内鬼 依劳七之好友 曾被崔莹恩收买拍下徐乐及谢淦生的犯罪证据 最后引陈克，白松安及其他廉政公署调查员去大埔养殖场并锁住他们 被大威及细威发现后而被细威刺死灭口 |
| 龔慈恩 |        | 猪油仔太太 |
| 劉浩龍 | 细威   | 大威的弟弟，跛豪得力助手 被伍世豪指使杀死猪油仔，但失败 最后被廉政公署及水警拘捕 |
| 何浩文 | 何国勇 | 廉政公署調查員 在大埔养殖场被大威及细威的手下埋伏，最后被大威及细威抓住而被细威割喉身亡 |
| 黃浩然 | 何正   | 水警警长 协助廉政公署拘捕伍世豪及徐乐 |
| 李天翔 | 大威   | 细威的哥哥，跛豪得力助手 最后企图想杀猪油仔时被依劳七枪伤肩膀，被警方拘捕 |

### 演出
| 演員   | 角色   | 备注 |
| 黃栢文 | 谢淦生 | 警员，徐乐旧相识 最后被徐乐及猪油仔出卖而企图把其扔下海溺毙，最后被廉政公署救回而协助指证徐乐 后在安全屋被徐乐买凶吊死，其尸体被依劳七发现 |
| 尹揚明 | 公仔强 | 伍世豪之好友 最后被廉政公署及水警拘捕 |
| 常鈺詞 | 容海丽 | 廉政公署调查员 后一次在大埔养殖场遭大威及细威的手下埋伏 被其中一个手下丢斧头弄伤其背                                                       |
| 王俊棠 | 强雄   | 於电影开头时被细威刺很多刀，最后向警察喊救命时被他们打至重伤而当场拘捕                                                                     |
| 郭政鴻 | 花仔荣 | 伍世豪之好友，并被其出卖 最后协助猪油仔逃走时被大威及细威发现后而被细威刺很多刀死亡                                                        |
| 喻亢   | 潮州祝 | 伍世豪之好友 最后被廉政公署及水警拘捕 |
| 杜宇航 |        | 廉政公署調查員 |

## 製作
本片最早在2019年3月的香港國際影視展上曝光。2019年8月28日，王晶的《金錢帝國2：四大探長》開機，王晶、古天樂、林家棟一起現身開機儀式。10月31日電影殺青。 

## 發行
2020年7月29日，王晶在個人微博宣佈《金錢帝國》續集即將上映，更公開一張《金錢帝國：巔峰之戰》（前名《金錢帝國2：四大探長》）的海報。
2021年4月1日，定档5月1日中國大陸上映，並由《金錢帝國：巔峰之戰》更名為《追虎擒龍》。2021年4月15日發布正式預告及海報，香港正式片名《金錢帝國：追虎擒龍》，4月29日上映。
中国大陆票房为2.43亿人民币。

## 備註
1. ↑  原名：《金錢帝國2：四大探長》、《金錢帝國：巔峰之戰》

## 外部連結
- 香港影庫上《金錢帝國：追虎擒龍》的資料（繁體中文）
- 豆瓣电影上《金錢帝國：追虎擒龍》的資料 （简体中文）
- 时光网上《金錢帝國：追虎擒龍》的資料（简体中文）
- 互联网电影数据库（IMDb）上《金錢帝國：追虎擒龍》的资料（英文）